# Phytoecia waltli
Phytoecia waltli je vrsta buba u porodici Cerambycidae. Opisao ju je Sama 1991. godine, prvobitno pod rodom Neomusaria. Poznato je iz Sirije, Libana, Jordana, Izraela, Turske.